# 徳島県道300号芥附海部線
徳島県道300号芥附海部線（とくしまけんどう300ごう くぐつけかいふせん）は、徳島県海部郡海陽町を通る一般県道である。

## 概要
海部郡海陽町芥附から海部郡海陽町高園に至る。海部郡海陽町の櫛川 - 小谷間で不通区間がある。

### 路線データ
- 起点：海部郡海陽町芥附（徳島県道301号久尾宍喰浦線交点）
- 終点：海部郡海陽町高園（徳島県道298号上皆津奥浦線）
- 総延長：11.933 km[1]

## 歴史
- 1959年（昭和34年）1月31日 - 徳島県道184号芥附海部線として認定。
- 1972年（昭和47年）3月10日 - 現在の徳島県道300号芥附海部線として再認定。

## 地理

### 通過する自治体
- 徳島県
  - 海部郡海陽町

### 交差する道路
| 交差する道路              | 交差する場所 | 交差する場所 |
| ------------------------- | ------------ | ------------ |
| 徳島県道301号久尾宍喰浦線 | 芥附         | 起点         |
| 不通区間                  |              |              |
| 徳島県道298号上皆津奥浦線 | 高園         | 終点         |

### 沿線
- 海部川